# تاشتوی
تاشتوی (به لاتین: Tashtuy) یک منطقهٔ مسکونی در روسیه است که در باشقیرستان واقع شده‌است.